# Športsko rekreacijski centar Tašmajdan
Športsko rekreacijski centar Tašmajdan (Srp. ćirilica: Спортско-рекреативни центар Ташмајдан) je športski i rekreacijski kompleks na Tašmajdanu u Beogradu, koji je otvoren 1958. Kompleks čine otvoreni stadion Tašmajdan, dvorana Pionir, ledena dvorana i kompleks otvorenih i zatvorenih bazena.
- Stadion Tašmajdan otvoren je 24. siječnja 1954., a ima kapacitet za 10.000 gledatelja.[1]
- Otvoreni bazen je otvoren 25. lipnja 1961., kapacitet tribina je 2.500, a kupališta oko 4.000 ljudi.
- Zatvoreni bazen je otvoren 13. prosinca 1968., dimenzija je 50×20 metara, kapacitet za gledatelje je 2.000 mesta.
Unutar iste zgrade se nalaze još i restoran i hotel "Taš", kuglana, teretana, mali bazen itd.

- Dvorana Pionir, nakon Beogradske arene najveća je športska dvorana u Beogradu, otvorena 24. svibnja 1973., a ima kapacitet od 7.000 gledatelja.
- Ledena dvorana otvorena je 12. ožujka 1978. godine, kapacitet tribina je 2.000 gledatelja, koristi se za hokej, natjecanja u umjetničkom klizanju i za rekreacijsko klizanje.

## Vanjske poveznice
- Službena web stranica ŠRC Tašmajdan